# حقد
الحقد شعور إنساني تجاه شخص أو مجموعة لسبب معين يدفع صاحبه إلى الرغبة في الانتقام.

## تعريف الحقد
الحقد لغةً: قال ابن منظور: الحقد إمساك العداوة في القلب والتربص لفرصتها.
اصطلاحاً: طلب الانتقام وتحقيقه. وقيل: هو سوء الظن في القلب على الخلائق لأجل العداوة.
وينتج الحقد من عدم القدرة على الانتقام أو تفشل النفس في الدفاع عن نفسها مما يحفزها على الانتقام والذي يصبح أسلوبًا في حفظ الكراهية ورغبة الانتقام حتى فترة طويلة ورغم تغير الظروف وتغير الأحداث فينمو في النفس كالحياة في الروح.

## مرادفات الحقد
1. الضغينة: هي الحقد الشديد أو الحقد المصحوب بالعداوة.
2. النقمة: وهي الكراهية التي تصل إلى حد السخط.
3. الغِل: قال القرطبي: هو الحقد الكامن في الصدر.

## الفرق بين الحقد والوَجْد
قال ابن القيم: 
| حقد | أن الوجد: الإحساس بالمؤلم، والعلم به، وتحرك النفس في رفعه؛ فهو كمال.وأما الحقد فهو إضمار الشرِّ، وتوقعه كلَّ وقت فيمن وَجَدتَّ عليه، فلا يزايل القلب أثره، وفرق آخر: وهو أن المَوجَدة لما ينالك منه، والحقد لما يناله منك، فالموجدة وجد ما نالك من أذاه، والحقد توقع وجود ما يناله من المقابلة، فالموجدة سريعة الزوال، والحقد بطيء الزوال، والحقد يجيء مع ضيق القلب، واستيلاء ظلمة النفس، ودخانها عليه، بخلاف الموجدة فإنها تكون مع قوته، وصلابته، وقوة نوره، وإحساسه. | حقد |

## أسباب الحقد
قال الغزالي: 
| حقد | إن من آذاه شخص بسبب من الأسباب وخالفه في غرضه بوجه من الوجوه، أبغضه قلبه وغضب عليه ورسخ في قلبه الحقد عليه، والحقد يقتضي التشفي والانتقام، وقد يحدث الحقد بسبب خبث النفس وشحها بالخير لِعِبادِ الله | حقد |

## الحقد خلق مذموم

### ذم الحقد في القرآن
- قال تعالى في سورة البقرة: ﴿وَمِنَ النَّاسِ مَنْ يُعْجِبُكَ قَوْلُهُ فِي الْحَيَاةِ الدُّنْيَا وَيُشْهِدُ اللَّهَ عَلَى مَا فِي قَلْبِهِ وَهُوَ أَلَدُّ الْخِصَامِ ۝٢٠٤ وَإِذَا تَوَلَّى سَعَى فِي الْأَرْضِ لِيُفْسِدَ فِيهَا وَيُهْلِكَ الْحَرْثَ وَالنَّسْلَ وَاللَّهُ لَا يُحِبُّ الْفَسَادَ ۝٢٠٥﴾ [البقرة:204–205]
- وقال سبحانه في سورة الأعراف: ﴿وَنَزَعْنَا مَا فِي صُدُورِهِمْ مِنْ غِلٍّ تَجْرِي مِنْ تَحْتِهِمُ الْأَنْهَارُ وَقَالُوا الْحَمْدُ لِلَّهِ الَّذِي هَدَانَا لِهَذَا وَمَا كُنَّا لِنَهْتَدِيَ لَوْلَا أَنْ هَدَانَا اللَّهُ لَقَدْ جَاءَتْ رُسُلُ رَبِّنَا بِالْحَقِّ وَنُودُوا أَنْ تِلْكُمُ الْجَنَّةُ أُورِثْتُمُوهَا بِمَا كُنْتُمْ تَعْمَلُونَ ۝٤٣﴾ [الأعراف:43]
- وقال عز وجل في سورة الحجر: ﴿وَنَزَعْنَا مَا فِي صُدُورِهِمْ مِنْ غِلٍّ إِخْوَانًا عَلَى سُرُرٍ مُتَقَابِلِينَ ۝٤٧ لَا يَمَسُّهُمْ فِيهَا نَصَبٌ وَمَا هُمْ مِنْهَا بِمُخْرَجِينَ ۝٤٨﴾ [الحجر:47–48]
- وقال تعالى في سورة الحشر: ﴿وَالَّذِينَ جَاءُوا مِنْ بَعْدِهِمْ يَقُولُونَ رَبَّنَا اغْفِرْ لَنَا وَلِإِخْوَانِنَا الَّذِينَ سَبَقُونَا بِالْإِيمَانِ وَلَا تَجْعَلْ فِي قُلُوبِنَا غِلًّا لِلَّذِينَ آمَنُوا رَبَّنَا إِنَّكَ رَءُوفٌ رَحِيمٌ ۝١٠﴾ [الحشر:10]

### ذم الحقد في السنة
عن جابر  قال: «تعرض الأعمال يوم الاثنين والخميس، فمن مستغفر فيغفر له، ومن تائب فيتاب عليه، ويرد أهل الضغائن بضغائنهم حتى يتوبوا»
قال المنذري: الضغائن: هي الأحقاد.
وعن عبد الله بن عمرو  قال: «قيل يا رسول الله، أي الناس أفضل؟ قال: كل مخموم القلب صدوق اللسان، قيل صدوق اللسان نعرفه، فما مخموم القلب؟ قال: هو التقي النقي، لا إثم فيه ولا بغي، ولا غل ولا حسد» [رواه ابن ماجه، 4216].
«قال النبي محمد ﷺ: والذي نفس محمد بيده لا تدخلوا الجنة حتى تؤمنوا، ولا تؤمنوا حتى تحابوا، أفلا أنبئكم بشيء إذا فعلتموه تحاببتم؛ أفشوا السلام بينكم» [رواه الترمذي، 2510].

### ذم الحقد عند السلف
- قال: عثمان : «ما أسرَّ أحد سريرة إلا أظهرها الله  على صفحات وجهه وفلتات لسانه».[6]

- وقال زيد بن أسلم : «دخل على أبي دجانة وهو مريض، وكان وجهه يتهلل، فقيل له: ما لوجهك يتهلل؟ فقال: ما من عمل شيء أوثق عندي من اثنتين: كنت لا أتكلم فيما لا يعنيني، أما الأخرى فكان قلبي للمسلمين سليمًا»[7]

- وقال أبو حاتم: «الحقد أصل الشرِّ، ومن أضمر الشر في قلبه أنبت له نباتًا مرًّا مذاقه، نماؤه الغيظ، وثمرته الندم»[8]

## آثار الحقد
1. يُضعِف الإيمان: قال النبي محمد ﷺ: «والذي نفس محمد بيده لا تدخلوا الجنة حتى تؤمنوا، ولا تؤمنوا حتى تحابوا، أفلا أنبئكم بشيء إذا فعلتموه تحاببتم؛ أفشوا السلام بينكم»[9]
2. منعه من حقه من قضاء دين، أو صلة رحم، أو رد مظلمة.[10]
3. الحقد من مظاهر دنو الهمة، فهو لا يصدر من النبلاء، ولا يليق بالعقلاء.[11]
4. الإعراض عنه استصغارًا له.
5. الهجران والمقاطعة.
6. الحقد ينبت سوء الظن، وتتبع العورات، والهمز واللمز، والغيبة والنَّمِيمَة.
7. الشقاق بين المسلمين.[12]

## حكم الحقد
له قسمان، منه ما هو محرم، ومنه ما هو مباح.

### الحقد المحرم
أورد ابن حجر الهيتمي في كتابه (الزواجر): أن من الكبائر الغضب بالباطل والحقد والحسد، وذكر سبب جمعه لهذه الكبائر الثلاث بقوله:
| حقد | لما كانت هذه الثلاثة بينها تلازم وترتب، إذ الحسد من نتائج الحقد، والحقد من نتائج الغضب كانت بمنزلة خصلة واحدة، وذم كل يستلزم ذم الآخر، لأن ذم الفرع وفرعه يستلزم ذم الأصل وأصله وبالعكس. | حقد |

### الحقد المباح
الحقد على اليهودي الذي يقتل المسلمين في فلسطين، والنصراني الحاقد على المسلمين، والهندوسي الذين يحرق مساجد المسلمين ويقتلهم، أو أي فئة تعتدي على الحق والإسلام والمسلمين، فالحقد في حقهم محمود مطلوب، بدليل قوله تعالى: ﴿قَاتِلُوهُمْ يُعَذِّبْهُمُ اللَّهُ بِأَيْدِيكُمْ وَيُخْزِهِمْ وَيَنْصُرْكُمْ عَلَيْهِمْ وَيَشْفِ صُدُورَ قَوْمٍ مُؤْمِنِينَ ۝١٤ وَيُذْهِبْ غَيْظَ قُلُوبِهِمْ وَيَتُوبُ اللَّهُ عَلَى مَنْ يَشَاءُ وَاللَّهُ عَلِيمٌ حَكِيمٌ ۝١٥﴾.سورة التوبة الأيات: 15،14

## أسباب الحقد
1. المماراة والمنافسة: قال الغزالي: وأشدُّ الأسباب لإثارة نار الحقد بين الإخوان المماراة والمنافسة، فإنها عين التدابر والتقاطع، فإن التقاطع يقع أولًا بالآراء، ثم بالأقوال ثم بالأبدان}}[14]
2. الخصومة: قال النووي: | حقد | والخصومة توغر الصدور، وتهيج الغضب، وإذا هاج الغضب حصل الحقد بينهما، حتى يفرح كل واحد بمساءة الآخر، ويحزن بمسرته، ويطلق اللسان في عرضه | حقد |[15]
3. إذا فات الشخص ما يتمناه لنفسه وحصل لغيره:

وقديمًا رأى إبليس أن الحظوة التي يتشهاها قد ذهبت إلى آدم، فآل ألا يترك أحدًا يستمتع بها بعد ما حُرمها. قال تعالى على لسان إبليس: ﴿قَالَ فَبِمَا أَغْوَيْتَنِي لَأَقْعُدَنَّ لَهُمْ صِرَاطَكَ الْمُسْتَقِيمَ ۝١٦ ثُمَّ لَآتِيَنَّهُمْ مِنْ بَيْنِ أَيْدِيهِمْ وَمِنْ خَلْفِهِمْ وَعَنْ أَيْمَانِهِمْ وَعَنْ شَمَائِلِهِمْ وَلَا تَجِدُ أَكْثَرَهُمْ شَاكِرِينَ ۝١٧﴾ سورة الأعراف، الآيات: 17،16

## وسائل علاج الحقد
- الدعاء:

قال تعالى: ﴿وَالَّذِينَ جَاءُوا مِنْ بَعْدِهِمْ يَقُولُونَ رَبَّنَا اغْفِرْ لَنَا وَلِإِخْوَانِنَا الَّذِينَ سَبَقُونَا بِالْإِيمَانِ وَلَا تَجْعَلْ فِي قُلُوبِنَا غِلًّا لِلَّذِينَ آمَنُوا رَبَّنَا إِنَّكَ رَءُوفٌ رَحِيمٌ ۝١٠﴾.سورة الحشرالآية: 10
وكان النبي  يدعو ويقول: «رب أعني ولا تعن عليَّ، وانصرني ولا تنصر عليَّ، وامكر لي ولا تمكر عليَّ، واهدني ويسر الهدى لي، وانصرني على من بغى عليَّ، رب اجعلني لك شاكرًا، لك ذاكرًا، لك راهبًا، لك مطواعًا، إليك مخبتًا أو منيبًا، تقبل توبتي، واغسل حوبتي، وأجب دعوتي، وثبت حجتي، واهد قلبي، وسدد لساني، واسلل سخيمة قلبي»
والسخيمة هي الحقْدُ في النفس.
- الوصل والسلام:

عن الزبير بن العوام ، قال: 
| حقد | قال صلى الله عليه وسلم: دبَّ إليكم داء الأُمم قبلكم:... البغضاء، والبغضاء هي الحالقة، حالقة الدين لا حالقة الشعر، والذي نفس محمد بيده لا تدخلوا الجنة حتى تؤمنوا، ولا تؤمنوا حتى تحابوا، أفلا أنبئكم بشيء إذا فعلتموه تحاببتم؛ أفشوا السلام بينكم[رواه الترمذي، 2510] | حقد |

- تقوية رابط الأخوة الإيمانية:

إن الأخوة الإيمانية والغل لا يجتمعان في قلب واحد، إن عاطفة المؤمن نحو إخوانه المؤمنين تتدفق بالمحبة، فكيف يجد الغل إلى هذه العاطفة الكريمة سبيلًا؟! إنهما أمران لا يجتمعان.
قال تعالى: ﴿لِلْفُقَرَاءِ الْمُهَاجِرِينَ الَّذِينَ أُخْرِجُوا مِنْ دِيَارِهِمْ وَأَمْوَالِهِمْ يَبْتَغُونَ فَضْلًا مِنَ اللَّهِ وَرِضْوَانًا وَيَنْصُرُونَ اللَّهَ وَرَسُولَهُ أُولَئِكَ هُمُ الصَّادِقُونَ ۝٨ وَالَّذِينَ تَبَوَّءُوا الدَّارَ وَالْإِيمَانَ مِنْ قَبْلِهِمْ يُحِبُّونَ مَنْ هَاجَرَ إِلَيْهِمْ وَلَا يَجِدُونَ فِي صُدُورِهِمْ حَاجَةً مِمَّا أُوتُوا وَيُؤْثِرُونَ عَلَى أَنْفُسِهِمْ وَلَوْ كَانَ بِهِمْ خَصَاصَةٌ وَمَنْ يُوقَ شُحَّ نَفْسِهِ فَأُولَئِكَ هُمُ الْمُفْلِحُونَ ۝٩﴾سورة الحشر، الآيات:9،8
- التواضع:

| حقد | قال رسول الله ﷺ:إن الله أوحى إلي أن تواضعوا حتى لا يفخر أحد على أحد، ولا يبغي أحد على أحد. | حقد |

وقال أبو حاتم: «التواضع يكسب السلامة، ويورث الألفة، ويرفع الحقد، ويذهب الصد»
- اعتذار المرء لأخيه:

قال أبو حاتم: «الاعتذار يذهب الهموم، ويجلي الأحزان، ويدفع الحقد، ويذهب الصدَّ... فلو لم يكن في اعتذار المرء إلى أخيه خصلة تحمد إلا نفي التعجب عن النفس في الحال، لكان الواجب على العاقل أن لا يفارقه الاعتذار عند كل زلة)»
- تقديم الهدية:

قال ﷺ: ((تهادوا تحابوا)).
وذلك لأن الهدية خلق من أخلاق الإسلام دلت عليه الأنبياء عليهم الصلاة والسلام، وحث عليه خلفاؤهم الأولياء، تؤلف القلوب، وتنفي سخائم الصدور.
- الإخلاص والمناصحة ولزوم الجماعة:

فعن عبد الله بن مسعود عن النبي ﷺ، قال: «ثلاث لا يغلُّ عليهن قلب مسلم: إخلاص العمل لله، ومناصحة أئمة المسلمين، ولزوم جماعتهم، فإن الدعوة تحيط من ورائهم»
قال ابن القيم: «أي: لايحمل الغل، ولا يبقى فيه مع هذه الثلاثة، فإنها تنفى الغل والغش، وهو فساد القلب وسخايمه، فالمخلص لله إخلاصه يمنع غل قلبه ويخرجه ويزيله جملة؛ لأنه قد انصرفت دواعي قلبه وإرادته إلى مرضاة ربه، فلم يبق فيه موضع للغل والغش»
- القضاء على سببه الأصلي وهو الغضب.

بالعلم بقدرة الله والحلم وتذكر فضيلة كظم الغيظ ومجاهدة النفس.
- أن يُكلف نفسه أن يصنع بالمحقود عليه ضد ما اقتضاه حقده فيبدل الذم مدحًا، والتكبر تواضعًا. ومن العلاج الإقلاع عن الغي وإصلاح النفس.

## الحقد في الثقافة
اشتهر الجمل عند العرب بأنه أشد الحيوانات حقدًا.